# NOBU CAINE
NOBU CAINE（ノブ・ケイン）とは、パーカッション奏者の斎藤ノヴをリーダーとする日本のバンドである。

## 略歴
角松敏生のインストゥルメンタル・ツアーに参加したメンバーが意気投合し、1988年3月24日に東京・六本木のライブハウス「PIT INN」にて『斎藤ノブセッション』を開催したことがきっかけとなり、斎藤、村上“ポンタ”秀一、青木智仁を中心に結成された。
セッションにゲスト参加した島村英二の加入、メンバーチェンジを経て、第一期のメンバーによる「NOBU CAINE」が誕生。NOBU CAINE名義の初めてのライブは1988年11月22日の六本木PIT INN。この時のゲストはかまやつひろしで、その後もたびたびゲスト参加したことから、NOBU CAINEのメインボーカリストと呼ばれるようになる。
なお、第一期メンバーで須磨海水浴場(兵庫県神戸市)にてライブを行った際、ベース担当・青木の都合が付かず、急遽高水健司が代役を務めたことがある。また、第三期メンバーの大村憲司が脱退する際には、後任ギタリストを選ぶために六本木PIT INにてライブ形式の公開オーディションを行った。この際のホストギタリストは梶原順(SOURCE他)が務め、該当者がいない場合は梶原が新メンバーとして加入予定であったが、最終的には福原将宜に決定した。

## メンバー

### 斎藤ノブSESSIONメンバー
| 人名                                            | 生年月日                                | 出身地                     | 担当             | 備考                                              |
| ----------------------------------------------- | --------------------------------------- | -------------------------- | ---------------- | ------------------------------------------------- |
| 斎藤ノヴ （さいとう ノヴ）                      | 1950年11月6日（74歳）                   | 京都府                     | パーカッション   |                                                   |
| 村上“ポンタ”秀一 （むらかみ ポンタ しゅういち） | 1951年1月1日 - 2021年3月9日（70歳没）   | 兵庫県西宮市               | ドラム           |                                                   |
| 島村英二 （しまむら えいじ）                    | 1950年9月13日（74歳）                   | 富山県                     | ドラム           | 1988年3月24日にゲスト出演後、正式メンバーとなる。 |
| 松原正樹 （まつばら まさき）                    | 1954年6月27日 - 2016年2月8日（61歳没）  | 福井県武生市（現・越前市） | ギター           |                                                   |
| 幾見雅博 （いくみ まさひろ）                    | 1949年2月20日（76歳）                   |                            | ギター           | 1回目のライブのみ参加。                           |
| 青木智仁 （あおき ともひと）                    | 1957年6月12日 - 2006年6月12日（49歳没） | 神奈川県藤沢市             | ベース           |                                                   |
| 難波正司 （なんば ただし）                      | 1956年6月3日（68歳）                    | 兵庫県神戸市               | キーボード       |                                                   |
| 小林信吾 （こばやし しんご）                    | 1958年8月22日 - 2020年10月4日（62歳没） | 東京都中野区               | キーボード       |                                                   |
| 大橋純子 （おおはし じゅんこ）                  | 1950年4月26日 - 2023年11月9日（73歳没） | 北海道夕張市               | ボーカル         | 1988年6月28日のライブにゲスト参加。               |
| 角松敏生 （かどまつ としき）                    | 1960年8月12日（64歳）                   | 東京都渋谷区               | ボーカル・ギター | 1988年6月28日のライブにゲスト参加。               |

### 第一期メンバー
| 人名                                            | 生年月日                                | 出身地                     | 担当           | 備考 |
| ----------------------------------------------- | --------------------------------------- | -------------------------- | -------------- | ---- |
| 斎藤ノヴ （さいとう ノヴ）                      | 1950年11月6日（74歳）                   | 京都府                     | パーカッション |      |
| 村上“ポンタ”秀一 （むらかみ ポンタ しゅういち） | 1951年1月1日 - 2021年3月9日（70歳没）   | 兵庫県西宮市               | ドラム         |      |
| 島村英二 （しまむら えいじ）                    | 1950年9月13日（74歳）                   | 富山県                     | ドラム         |      |
| 松原正樹 （まつばら まさき）                    | 1954年6月27日 - 2016年2月8日（61歳没）  | 福井県武生市（現・越前市） | ギター         |      |
| 青木智仁 （あおき ともひと）                    | 1957年6月12日 - 2006年6月12日（49歳没） | 神奈川県藤沢市             | ベース         |      |
| 難波正司 （なんば ただし）                      | 1956年6月3日（68歳）                    | 兵庫県神戸市               | キーボード     |      |
| 小林信吾 （こばやし しんご）                    | 1958年8月22日 - 2020年10月4日（62歳没） | 東京都中野区               | キーボード     |      |

### 第二期メンバー
| 人名                                            | 生年月日                                | 出身地                     | 担当           | 備考 |
| ----------------------------------------------- | --------------------------------------- | -------------------------- | -------------- | ---- |
| 斎藤ノヴ （さいとう ノヴ）                      | 1950年11月6日（74歳）                   | 京都府                     | パーカッション |      |
| 村上“ポンタ”秀一 （むらかみ ポンタ しゅういち） | 1951年1月1日 - 2021年3月9日（70歳没）   | 兵庫県西宮市               | ドラム         |      |
| 島村英二 （しまむら えいじ）                    | 1950年9月13日（74歳）                   | 富山県                     | ドラム         |      |
| 松原正樹 （まつばら まさき）                    | 1954年6月27日 - 2016年2月8日（61歳没）  | 福井県武生市（現・越前市） | ギター         |      |
| 今剛 （こん つよし）                            | 1958年2月23日（67歳）                   | 北海道釧路市               | ギター         |      |
| 青木智仁 （あおき ともひと）                    | 1957年6月12日 - 2006年6月12日（49歳没） | 神奈川県藤沢市             | ベース         |      |
| 難波正司 （なんば ただし）                      | 1956年6月3日（68歳）                    | 兵庫県神戸市               | キーボード     |      |
| 小林信吾 （こばやし しんご）                    | 1958年8月22日 - 2020年10月4日（62歳没） | 東京都中野区               | キーボード     |      |

### 第三期メンバー
| 人名                                            | 生年月日                                | 出身地         | 担当           | 備考 |
| ----------------------------------------------- | --------------------------------------- | -------------- | -------------- | ---- |
| 斎藤ノヴ （さいとう ノヴ）                      | 1950年11月6日（74歳）                   | 京都府         | パーカッション |      |
| 村上“ポンタ”秀一 （むらかみ ポンタ しゅういち） | 1951年1月1日 - 2021年3月9日（70歳没）   | 兵庫県西宮市   | ドラム         |      |
| 島村英二 （しまむら えいじ）                    | 1950年9月13日（74歳）                   | 富山県         | ドラム         |      |
| 大村憲司 （おおむら けんじ）                    | 1949年5月5日 - 1998年11月18日（49歳没） | 兵庫県神戸市   | ギター         |      |
| 青木智仁 （あおき ともひと）                    | 1957年6月12日 - 2006年6月12日（49歳没） | 神奈川県藤沢市 | ベース         |      |
| 小林信吾 （こばやし しんご）                    | 1958年8月22日 - 2020年10月4日（62歳没） | 東京都中野区   | キーボード     |      |
| 重実徹 （しげみ とおる）                        | 1959年1月6日（66歳）                    | 東京都         | キーボード     |      |

### 第四期メンバー
| 人名                                            | 生年月日                                | 出身地         | 担当           | 備考 |
| ----------------------------------------------- | --------------------------------------- | -------------- | -------------- | ---- |
| 斎藤ノヴ （さいとう ノヴ）                      | 1950年11月6日（74歳）                   | 京都府         | パーカッション |      |
| 村上“ポンタ”秀一 （むらかみ ポンタ しゅういち） | 1951年1月1日 - 2021年3月9日（70歳没）   | 兵庫県西宮市   | ドラム         |      |
| 島村英二 （しまむら えいじ）                    | 1950年9月13日（74歳）                   | 富山県         | ドラム         |      |
| 福原将宜 （ふくはら まさのぶ）                  | 1970年10月3日（54歳）                   | 北海道江別市   | ギター         |      |
| 青木智仁 （あおき ともひと）                    | 1957年6月12日 - 2006年6月12日（49歳没） | 神奈川県藤沢市 | ベース         |      |
| 小林信吾 （こばやし しんご）                    | 1958年8月22日 - 2020年10月4日（62歳没） | 東京都中野区   | キーボード     |      |
| 重実徹 （しげみ とおる）                        | 1959年1月6日（66歳）                    | 東京都         | キーボード     |      |

### 第五期メンバー
| 人名                                            | 生年月日                                | 出身地         | 担当           | 備考 |
| ----------------------------------------------- | --------------------------------------- | -------------- | -------------- | ---- |
| 斎藤ノヴ （さいとう ノヴ）                      | 1950年11月6日（74歳）                   | 京都府         | パーカッション |      |
| 村上“ポンタ”秀一 （むらかみ ポンタ しゅういち） | 1951年1月1日 - 2021年3月9日（70歳没）   | 兵庫県西宮市   | ドラム         |      |
| 島村英二 （しまむら えいじ）                    | 1950年9月13日（74歳）                   | 富山県         | ドラム         |      |
| 梶原順 （かじわら じゅん）                      | 1961年8月25日（63歳）                   | 茨城県         | ギター         |      |
| 青木智仁 （あおき ともひと）                    | 1957年6月12日 - 2006年6月12日（49歳没） | 神奈川県藤沢市 | ベース         |      |
| 小林信吾 （こばやし しんご）                    | 1958年8月22日 - 2020年10月4日（62歳没） | 東京都中野区   | キーボード     |      |
| 重実徹 （しげみ とおる）                        | 1959年1月6日（66歳）                    | 東京都         | キーボード     |      |

### 第六期メンバー
| 人名                                            | 生年月日                              | 出身地               | 担当           | 備考 |
| ----------------------------------------------- | ------------------------------------- | -------------------- | -------------- | ---- |
| 斎藤ノヴ （さいとう ノヴ）                      | 1950年11月6日（74歳）                 | 京都府               | パーカッション |      |
| 村上“ポンタ”秀一 （むらかみ ポンタ しゅういち） | 1951年1月1日 - 2021年3月9日（70歳没） | 兵庫県西宮市         | ドラム         |      |
| 山内陽一朗 （やまうち よういちろう）            | 1985年9月16日（39歳）                 | 北海道札幌市         | ドラム         |      |
| 重実徹 （しげみ とおる）                        | 1959年1月6日（66歳）                  | 東京都               | キーボード     |      |
| 宮崎裕介 （みやざき ゆうすけ）                  | 1978年6月18日（46歳）                 | 広島県広島市         | キーボード     |      |
| 福原将宜 （ふくはら まさのぶ）                  | 1970年10月3日（54歳）                 | 北海道江別市         | ギター         |      |
| 川崎哲平 （かわさき てっぺい）                  | 1980年10月16日（44歳）                | 福岡県築上郡新吉富村 | ベース         |      |

## ディスコグラフィ

### アルバム
| タイトル                        | 発売年月日 | 品番       |  |
| ------------------------------- | ---------- | ---------- |  |
| NOBU CAINE                      | 1989.01.25 | M32D-1003  |  |
| NOBU CAINE II                   | 1990.11.21 | BVCR-22    |  |
| 熱烈天子                        | 1995.04.21 | PCCR-00143 |  |
| IGNITION                        | 1996.10.18 | PCCR-00231 |  |
| encore                          | 2000.09.21 | AACL-1     |  |
| 今ここにあるべき百戦錬磨～7人～ | 2018.05.16 | KICJ-781   |  |